# بید خراسانی
بید خراسانی (نام علمی: Salix songarica) نام یک گونه (زیست‌شناسی) از سرده بید است.